# KaZantip
Le KaZantip (russe : Республика КаZантип, ukrainien : Республіка Казантип) — aussi appelé République KaZantip, puis la République orange autonome de Kazantip dès 2000 — est un événement sportif, puis un festival international de musique électronique et dance, organisé entre 1992 et 2020.

## Lieu
Le nom Kazantip vient de celui du cap et de la péninsule où se tenait originellement le projet. Entre 2001 et 2013, le festival a lieu sur une zone de plus de 2 km2 à Popivka (à 30 km de Eupatoria et 112 km de Simferopol), une station balnéaire située sur la côte sud-ouest, à moins de deux heures de route de Simferopol, capitale de la Crimée. En 2010, cette zone s'étend sur un peu plus de 3 km2. Durant quelques années, le territoire de la République change annuellement de place, et les festivaliers cherchent son emplacement caché chaque mois d'août.

## Histoire
L'histoire de la République KaZantip commence en 1992 en Crimée à l'occasion d'une compétition de planches à voile, premier rendez-vous qui n'a attiré que 78 véliplanchistes et moins de 600 spectateurs. Nikita Marshunok, qui est alors le président de l'association de véliplanchistes, eut envie de refaire la compétition à la fête de feu. Il commence à mixer de la musique de plage, mais cela n'était pas encore très impressionnant. Un an plus tard, au même endroit, Nikita Marshunok rassemble un public beaucoup plus important, parmi lequel se trouvaient des DJ connus.
La péninsule KaZantip devient alors un lieu de rendez-vous traditionnel, autour des restes de la centrale nucléaire de Crimée abandonnée lors de sa construction (en 1997, le président a organisé une soirée marquante à la centrale, dite « Nuit du réacteur », qui sera le prélude des « nuits atomiques »). Durant sept ans, les compétitions régulières de véliplanchistes se transforment en un célèbre festival de tous les jeunes en combinant des musiciens, des athlètes, des DJ et des journalistes. En 1999, le nombre de participants du festival a dépassé 12 000 personnes.
Après l'occupation de la Crimée par la Russie en 2014, le KaZantip lance une première édition non-ukrainienne en Géorgie. En 2015, le festival s'installe sur île privée au Cambodge. En 2018, le festival a lieu à Kemer[Lequel ?], en Turquie.

## Symboles
La lettre Z et surtout une valise jaune aux coins métalliques sont les principaux symboles du festival et de la république KaZantip. Cette valise fait partie des « fétiches d'État » (listés par l'article 14 de la constitution.). L'origine de cette tradition est un ancien conte de fées, dans lequel un homme offre à des enfants des bonbons sortis d'une valise jaune et parvient à les rendre heureux. La moralité est la suivante : à KaZantip, ceux qui savent rendre les autres heureux reçoivent aussi de la joie et du bonheur.
La valise jaune apparaît en 1998. À ce jour, la valise jaune avec des coins chromés est un symbole national de KaZantip, le fétiche, la fierté et un document d'identité qui donne le droit de libre passage sur le territoire. Selon le site officiel du projet, « la couleur nationale du Pays du Bonheur » était l'orange, mais à la lumière des événements politiques qui se sont déroulés en Ukraine en 2004-2006, la république a décidé de le passer de l'orange aux haricots noirs.
Les lunettes de soleil, les caleçons, les t-shirts sont le costume national de KaZantip où par ailleurs le naturisme est toléré et même encouragé [...], mais « l'attribut national du citoyen est une vétuste valise jaune qui donne le droit à l’entrée sans visa dans la République ». Cette république est dotée d'une constitution dont l'article 16 précise qu'elle est « le document de base de l’État. Tous les citoyens de la république sont obligés de la lire au moins une fois. On peut compléter et renouveler la constitution plusieurs fois, inspiré par le pouvoir législatif et celui du Président. Le fait de ne pas être au courant de normes constitutionnelles, ne libère pas les gens de leurs responsabilités pour en accomplir toutes les exigences ».
Le projet KaZantip est surtout connu pour son rassemblement annuel, qui dure un mois. Il a lieu chaque année de fin juillet à fin août, accueillant plus de 100 000 visiteurs rassemblés autour de centaines des meilleurs DJ, danseurs, musiciens et divers créateurs, autour de 10 pistes de danse ou plus et (en 2010) 30 bars et restaurants, 2 cinémas en plein air, et 3 kite-stations}.

## Caractéristiques
Chaque été entre 1992 et 2014, KaZantip attire des milliers de clubbers non seulement de tous les coins de la CEI, mais aussi de l'Europe. Grâce au « passage dans le mur », on peut aller sur un territoire avec des cafés, et derrière eux il y a une grande installation avec un arc de triomphe - c'est l'entrée.
Le projet KaZantip est surtout connu pour sa grande « fête de plage » (beach party) organisée sur l'une des plus belles plages de la mer Noire. Ce festival se veut dans la lignée des grands festivals que sont Burning Man aux États-Unis, la Love Parade ou la Street Parade. Son créateur et initiateur est un mystérieux connu sous le nom de Nikita I. Son vrai nom serait Nikita Marshunok.
Le KaZantip reçoit l'Ibiza DJ Awards du meilleur festival international en 2010. Et le gouvernement décide d'expliquer ce qui est le KaZantip et a lancé une nouvelle version du site en trois langues, cependant pour Nikita Marshunok : « KaZantip n’est pas une sorte de festival. Et la musique pour nous n’est pas l'événement principal. » Nikita Marshunok a interdit l'utilisation du mot « festival » pour définir KaZantip. Toutefois, en 2014, le site officiel de l'événement a pour titre « kaZantip Festival 2014 ».

## Caractéristiques fictives
KaZantip a toutes les caractéristiques d'un État souverain : cette micro-république dispose de son propre territoire, d'un président, d'un gouvernement et d'un hymne national qui peut changer chaque année ainsi que d'« attributs nationaux ». Il faut donc comprendre par là que KaZantip, comme la plupart des événements de musique électronique, possède un anthem, composés entre autres par Vengeroff (ru) en 2010 avec l'hymne Z18 — Intro ou Bobina en 2009 avec Z17 - Invisible Touch. Le titre de ces hymnes débute systématiquement par la séquence ZXX, avec XX le numéro de l'édition depuis la création de KaZantip.
KaZantip dispose d'une administration présidentielle. Le président est cependant un Président à vie (Nikita Marshunok), qui se présente lui-même comme « Président tyrannique. Le président est élu par lui – même une fois par an lors des élections présidentielles en assurant la succession du pouvoir démocratique totalitaire », conformément à la constitution qui précise que les pouvoirs exécutif et législatif dans la république « sont assurés par le Cabinet des Ministres qui est composé des fervents des activités différentes. Ils sont issus du peuple. Les ministres ont beaucoup de fonctions, comme faire flotter des joues, composer des projets de loi et faire semblant que quelque chose dépend d’eux. ».
L'idée principale de démocratie de KaZantip est la liberté individuelle interne et l'indépendance de ses citoyens, ainsi que l'indépendance de la République hors d'un monde gris, triste et monotone. KaZantip veut de réunir en son sein les personnes les plus intelligentes, drôles, et bonnes de la planète. KaZantip a ses propres douanes, visas, devises et de diverses infrastructures, mais avec des frontières (fluctuantes) (« Cette république a ses limites mais elle n’a pas de territoire étant tout de même l’État qui peut de temps en temps se déplacer librement dans l’espace. La capitale de la république est n’importe quel endroit peuplé qui s’est trouvé, bien que cela puisse être étrange pour elle-même, au centre même de la république »).
La République, strictement indépendante, est apparue en 2000, quand le festival a cessé d'être un simple festival pour devenir un évènement plus important. L'article no 4 de sa constitution précise cependant que la République de Kazantip est une sorte d'utopie « orientée vers l’acquisition de l’impossible comme la liberté des clichés sociaux, politiques et historiques, un haut développement de gens, de la démocratie, de la culture et de l’ordre. Tout le monde comprend bien que cela ne peut pas exister dans la vie et c’est pourquoi cette république est considérée comme inexistante. »

### Slogans et fétiches d'État
Outre la marque de la valise jaune, le projet dispose de différents « slogans de rêve » comme : « Tout le monde a beaucoup rêvé et on y croit toujours, On ne pourra pas trouver le pays meilleur, Les futurs Kazantips seront en mars », ainsi que des mantras.

### Citoyennetés et droits républicains
En 2010, la République de KaZantip a selon son président avoué que « tous ses citoyens étaient anormaux », et elle s’est aussi dénommée « Hôpital Psychiatrique de Kazantip ». En 2010 le président écrivait sur le site internet du projet : « Vous semble–t–il que je suis psychique aussi ? Alors, joignez – vous à nous! À partir du 31 juillet au 21 aout 2010 nous avons projeté une joie immense dans notre grand hopital ». Selon l'article 5, Le citoyen de la république doit avoir un multivisa. Les gens dotés d'un visa touristique transitaire peuvent aussi s'y réfugier dans l’ordre de la queue vivante et ils ont immédiatement les mêmes droits que les autres citoyens. Ces droits sont constitutionnels et incontestables et précisés par l'article 6 : « Le droit de chaque citoyen de cette république est d'être celui qu'il veut être et de vivre à ta propre façon ». Une « obligation constitutionnelle » est le fait de se transformer en l'être vivant que l'on a toujours voulu devenir. « Les citoyens qui violent leurs droits et leurs obligations sont considérés comme des idiots. Ils sont eux–mêmes coupables et ils en souffrent. Tant pis pour eux. » précise l'article 6.

### Religion
La république s'est dotée d'une religion d'État, définie comme « la Foi en les miracles ». « Les citoyens d'autres confessions ne sont pas persécutés par la loi, mais ils passent pour des réalistes cyniques avec qui il vaut mieux ne pas avoir affaire pour garder sa Foi. On dirait tant pis pour eux » précise l'article 7 de la constitution.

### Législation
Malgré une large marge de liberté, il est possible d'être privé de son visa et déporté hors de la république. Par exemple, selon le code pénal kaZantipien, uriner hors des toilettes dans la République de Kazantip est un crime. Un citoyen qui n’a pas couru à une proche toilette gratuite, sera arrêté par le service de sécurité, aura une amende et sera déporté hors de la République (avec de fait l'annulation de son visa). Mais l'« un des crimes les plus graves contre l’idéologie nationale est d'exciter le désaccord international et le fait de semer des humeurs de chauvinisme face à ceux qui prévoient l’acquisition du patrimoine mondial par le biais de la paix, c’est–à–dire, par l'accumulation de gens les plus brillants, les plus joyeux et les plus bons de toute la planète sur le territoire de la République. Tout citoyen marqué (vu) dans une action de sabotage de la politique de bienveillance est arrêté par la Police des Mœurs de la République, et déportés sans aucune pitié, quels que soient son statut et son origine ethnique » (article 2 du code pénal), de même pour les voyous sexuels, l'article 3 précisent qu'en dépit des encouragements à l'amour partagé, de l'institution des mariages rapides et de l' « atmosphère de nudité sans contrainte qui règne dans la République, il est interdit d’avoir des relations sexuelles hors des lieux qui y sont destinés ». Le code pénal précise que « la Police des Mœurs peut vous saisir par les fesses nues sur les lieux même du crime ».

### Traditions KaZantipiennes
Lunettes de soleil, shorts, t-shirt ainsi que la couleur orange sont les attributs officiels du costume traditionnel national.
Pour entrer sur le territoire de la République, on doit obtenir un visa, mais il y a des exceptions : les propriétaires d'une valise orange ont le droit de voyager sans visa. Le plat national est le maïs bouilli et les graines grillées.
L'amour et le farniente sont encouragés, mais certaines activités physiques le sont aussi : le kitesurf est le sport national et l'article 12 de la constitution précise que « si le citoyen sait voler, alors il appartient à la société suprême de la société. Ce savoir–faire est encouragé par la loi ».
En République kaZantip, presque rien n´est prévu à l´avance sauf les dates d'ouverture et de clôture. La date de la fête du Nouvel An est aussi définie. Les dates de tous les autres évènements (et il y en a beaucoup) ne sont pas définies à l´avance. Elles sont fixées et annoncées par « le gouvernement », plus particulièrement par le président de la République kaZantip (parfois seulement quelques heures avant l´évènement), et divulguées sur le tableau noir du site de la République kaZantip. Personne ne sait pas ni quel DJ joue sur quelle piste de danse, ni quand. La plupart des DJ et les paradiZeurs l´apprennent seulement quelques heures ou quelques minutes à l´avance.
Les intellectuels créateurs tiennent une place particulière, la constitution qui dit qu'ils « sont la couche privilégiée de la société de Kazantip. Ils sont favorisés pour l'obtention des portefeuilles de ministres et ils bénéficient d'un droit de passage extraordinaire vers les toilettes et vers l’acquisition de la gloire populaire ».
La République KaZantip s´exprime par une seule lettre majuscule : la lettre « Z » qui représente la République kaZantip est reconnue par tous les vrais paradiZeurs. « Schastié » est un mot entendu partout sur le site de la république qui signifie « le bonheur », et est l'essence même de la constitution de la république et toute la philosophie de la république.
Une fois par semaine, tout le monde peut officiellement se marier dans la République KaZantip. Le mariage est exclusivement valide entre les paradiZeurs en République KaZantip les culs tous nus. La cérémonie a lieu au coucher de soleil de chaque jeudi sur la plage et attire énormément de visiteurs badauds, désireux d´avoir la chance d´y assister au moins comme spectateur. Le mariage est célébré au même moment pour tous les couples. Tout le monde peut se marier, aussi souvent et de manière aussi arbitraire qu´il le souhaite. Les couples doivent simplement se faire connaître ce jour et avoir envie d´entrer dans le port du bonheur ensemble. Le mariage dure tant qu´il y a de l'amour entre les couples, pas un jour de plus.
La freak parade a lieu une fois par semaine. Cette parade est comparable à la street parade en Europe, mais à plus petite échelle. Chaque personne déguisée ou habillée de manière drôle ou incroyable peut participer à la parade de la République KaZantip.
La nouvelle année est célébrée chaque 31 juillet. Comme toujours, comme le veut la tradition, tout le monde s'habille avec des vêtements de Noël et dix secondes avant minuit, tout le monde hurle le décompte avant de déboucher le champagne.

### Vie quotidienne
Les tickets-multipass, également officiellement appelés viZa, donnent accès à tout le territoire de la République éphémère pour 4 à 5 semaines. Des lois cadrent l'attribution des viZas. Chacun doit effectuer une demande de viZa à l´office des viZas, en face de l´aire de la République kaZantip avec un passeport et une photo (l´office des visas effectue des photos sur place). Les visas sont payés en liquide. Seuls les candidats munis de visas (multipass) sont autorisés à passer la frontière de la République kaZantip.
Un coup d'œil sur le passé historique de ce lieu, montre que chaque nouvelle année apporte une surprise vraiment « téméraire » ; concours set : beach-volley et football, en jetant à une distance de sous-vêtements humides, le sable, la photographie, la sculpture de sable, l'art corporel artistique, etc. En plus de la piste de danse, la république met à disposition des bars et des restaurants, un accès à Internet, un service médical, des toilettes ainsi qu'un service spécifique de visa et de douane. On trouve là Vision, le Sky Lounge, Goa, Printemps, la vanille, Red Bar, Papillon, Galaxy, Beehive, et bien d'autres. Une journée consacrée à la vie de Z, c'est la paix et la tranquillité, la relaxation, les bains de soleil et la baignade en mer. Le soir, les citoyens KaZantip regardent le coucher de soleil qui représente le début d'un jour nouveau, lorsque les couleurs de la piste de danse sont en vie et lorsque beaucoup de gens viennent de fusionner sous la vibration de la musique électronique.
KaZantip a une vie nocturne intense. Ici, on peut trouver tout DJ qui n'était auparavant qu'occasionnellement entendu à la radio, et jamais vu en direct. Une large palette musicale est présente chaque nuit à KaZantip, dont handsup, house, techno, electro, RnB, dubstep, trance psychédélique, drum and bass, hardcore. Chaque nuit, il y a une nouvelle musique de DJ (de la CEI et/ou d'autres pays). Fatigués de la musique et la dance incessantes, les gens communiquent sur la plage, fument et se détendent dans les bars.

## Sports

### Dirtjumping
Compétitions de ski acrobatique : une partie de la République de KaZantip est dans les amateurs de sports nautiques et sports de plage. Au cœur du festival, sont connus dans le monde du sport et de loisirs qui rassemblent tous les meilleurs du monde de la culture extrême. L'atmosphère du festival, tout en impressions vives imprègnent l'esprit des modes de vie sains et de sports de combat. Chaque journée commence par le yoga et se termine par une grande fête. L'événement le plus attendu traditionnellement est le dirtjumping (saut dans la boue).
Des zones de boue sont disposées l'une après l'autre. On saute d'une colline à l'autre, tout en effectuant des tours en vol libre. Sont admis à l'âge des concours sportifs les 12 ans et plus. Le jury est composé d'athlètes expérimentés qui estiment l'amplitude et la pureté d'un cascadeur, ainsi que sa complexité technique dans la somme des trois tentatives. Tout le monde peut participer dans les courses de qualification. Les participants bénéficient d'une assistance technique et médicale, des diplômes et de nombreux prix de valeur dans chaque catégorie.

### Kitesurf
Traditionnellement, l'été sur le territoire de mars de la République KaZantip connait d'importants concours internationaux de kitesurf. Le kitesurf à KaZantip est une musique positive autour de l'horloge, avec des cascades.

### Wakeboarding
Le wakeboarding est un sport extrême qui associe des acrobaties, des sauts et des éléments dynamiques de slalom et de ski nautique. Il s'agit d'une combinaison de surf des neiges, ski nautique, surf et skate. Directement sur les rives de la mer, on a fait trois piscines pour les fans potentiels de wakeboard. Les piscines sont équipées de différents sauts, kicker, et d'un treuil.

## Galerie

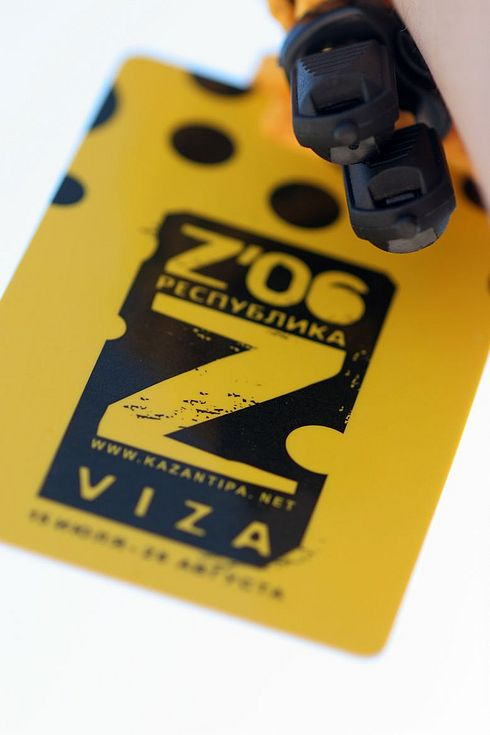
Visa d'entrée en république de KaZantip.
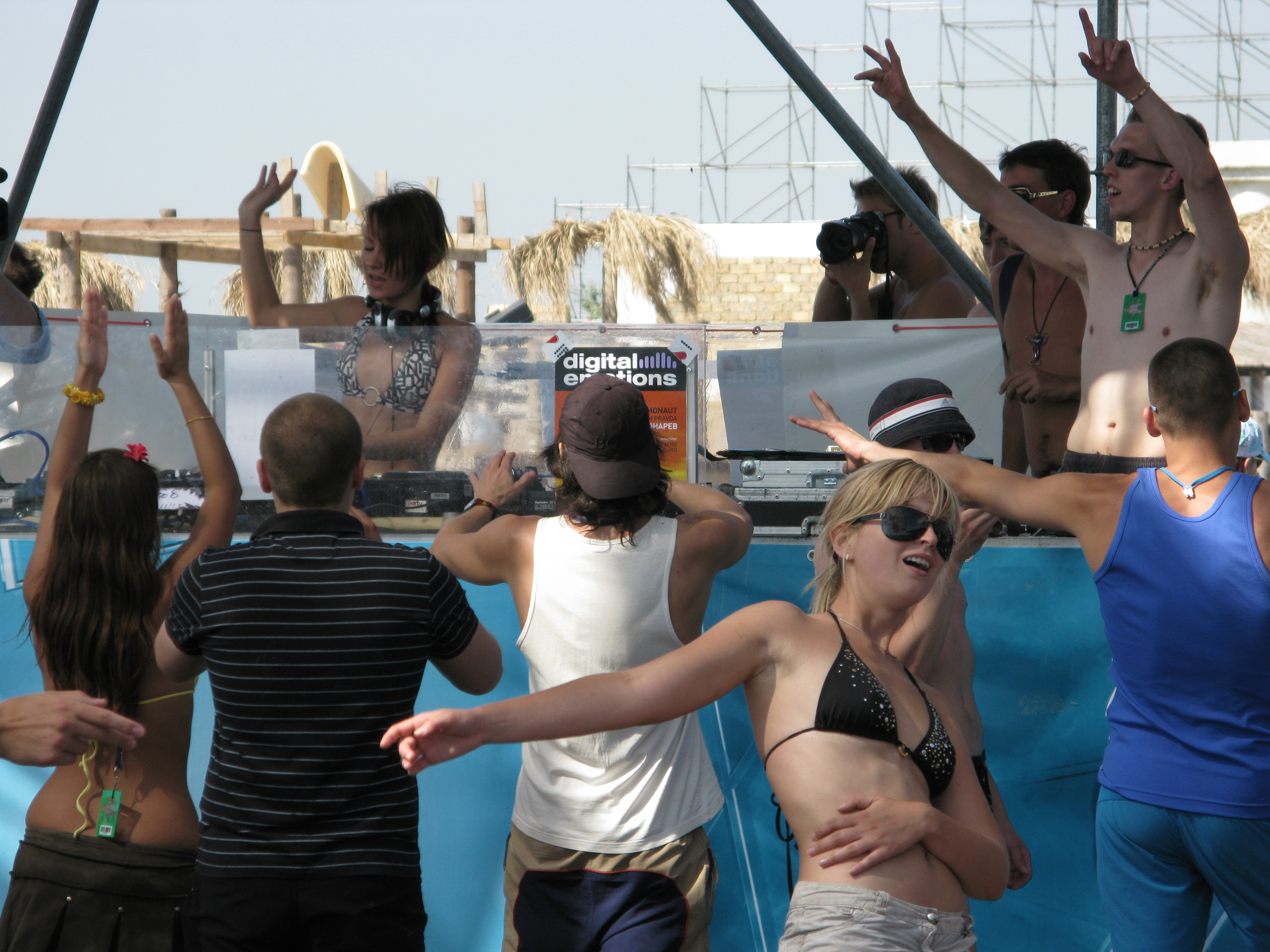
KaZantip en 2008.
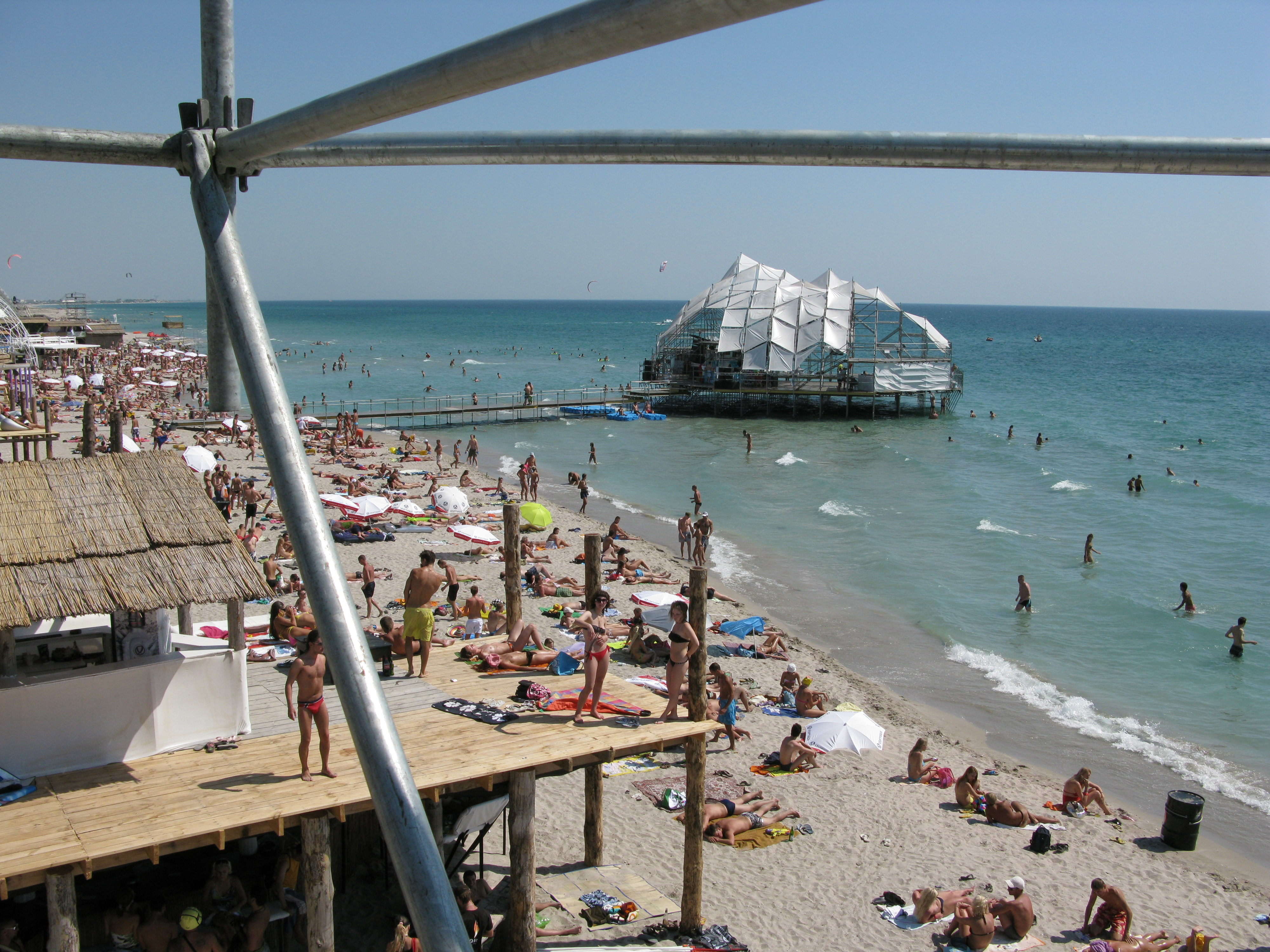
KaZantip en 2008.
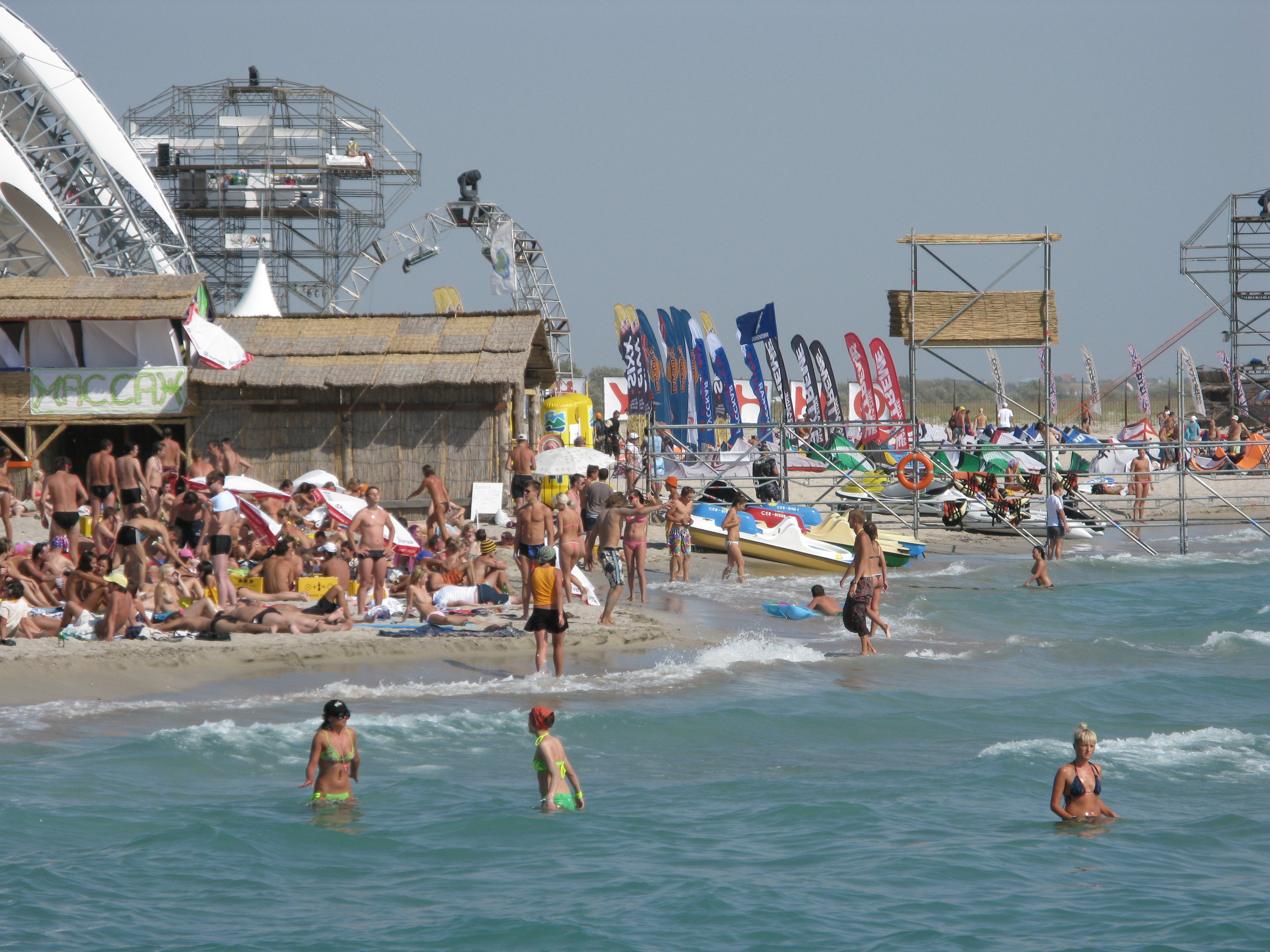
KaZantip en 2008.
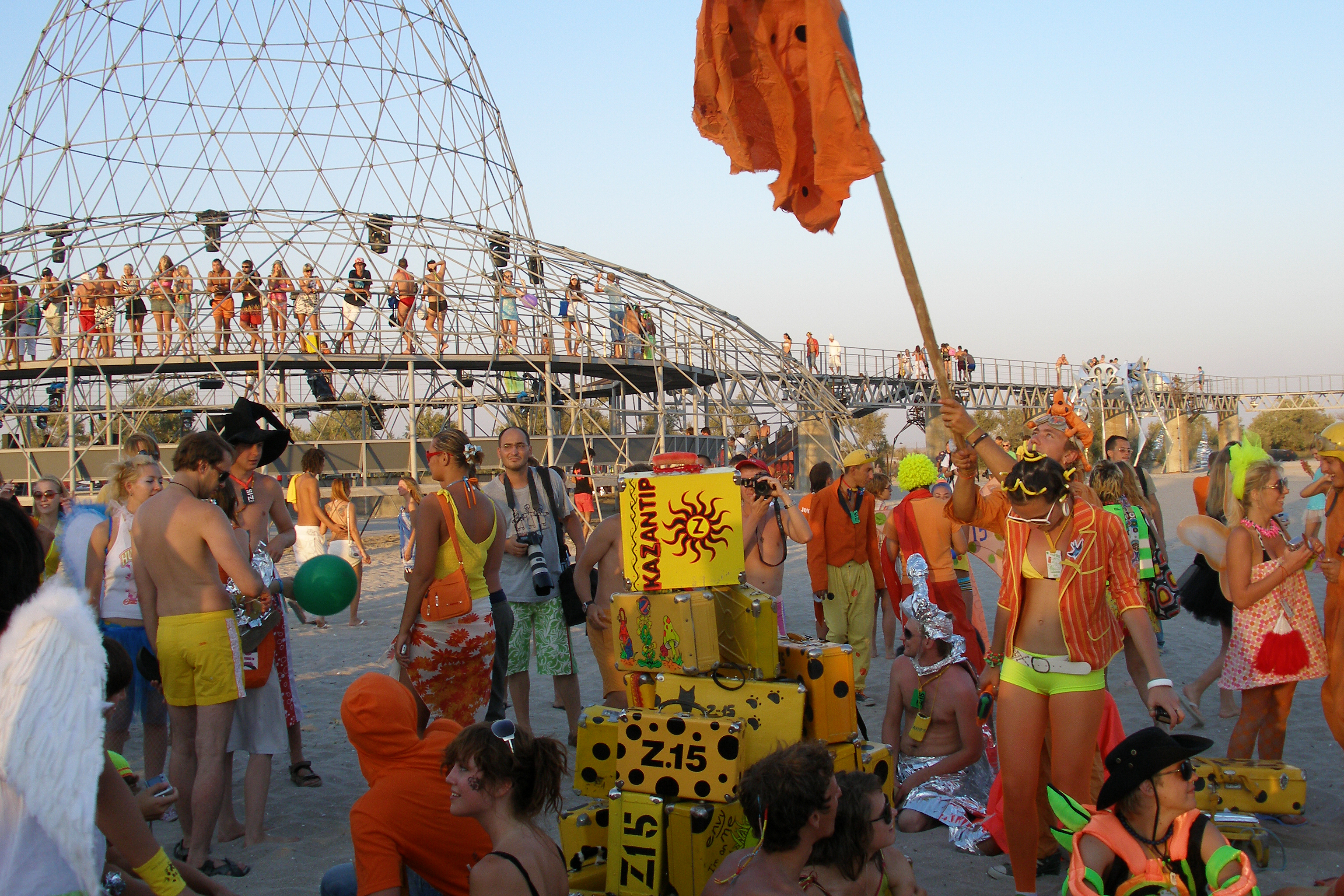
KaZantip en 2007.
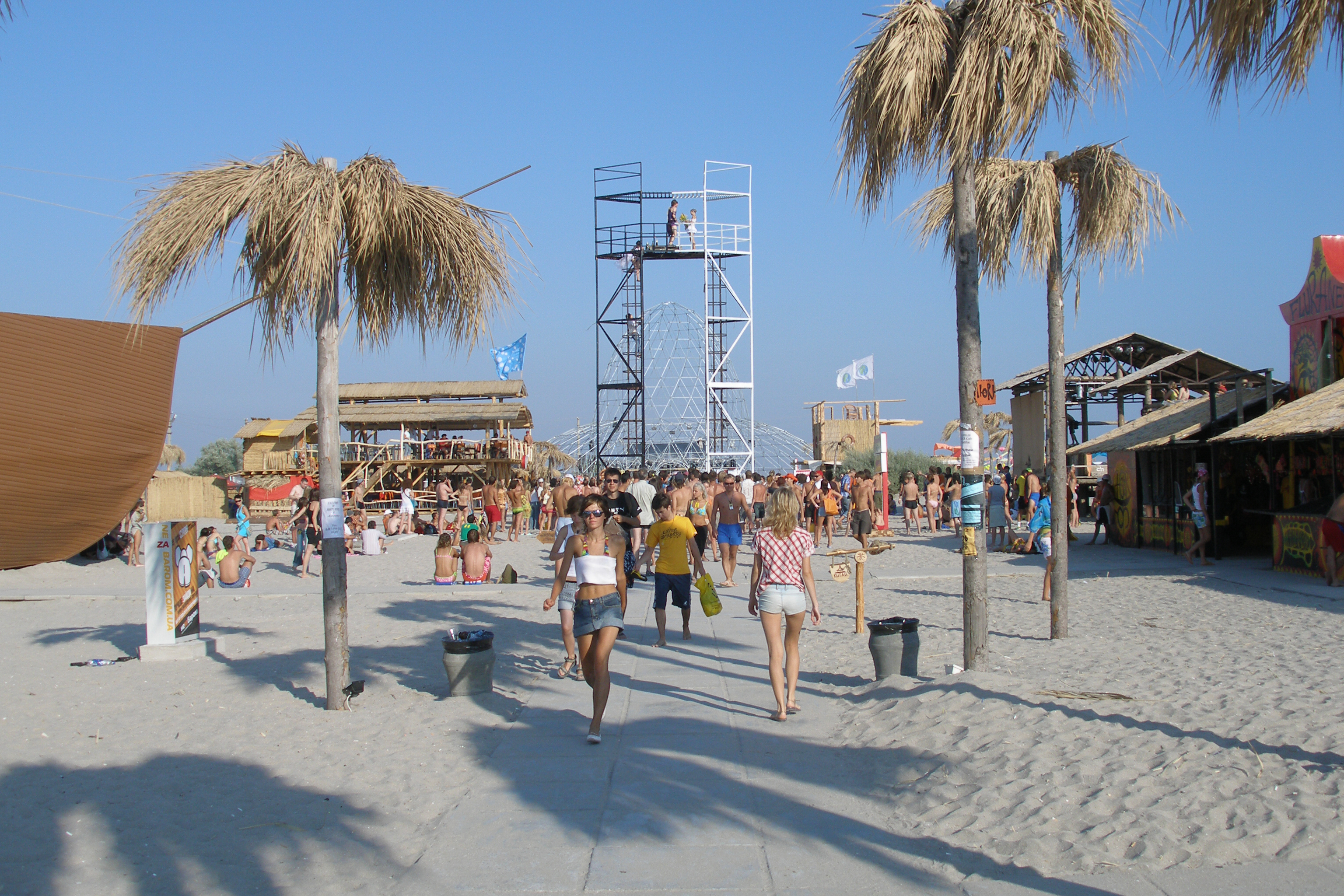
KaZantip en 2006.
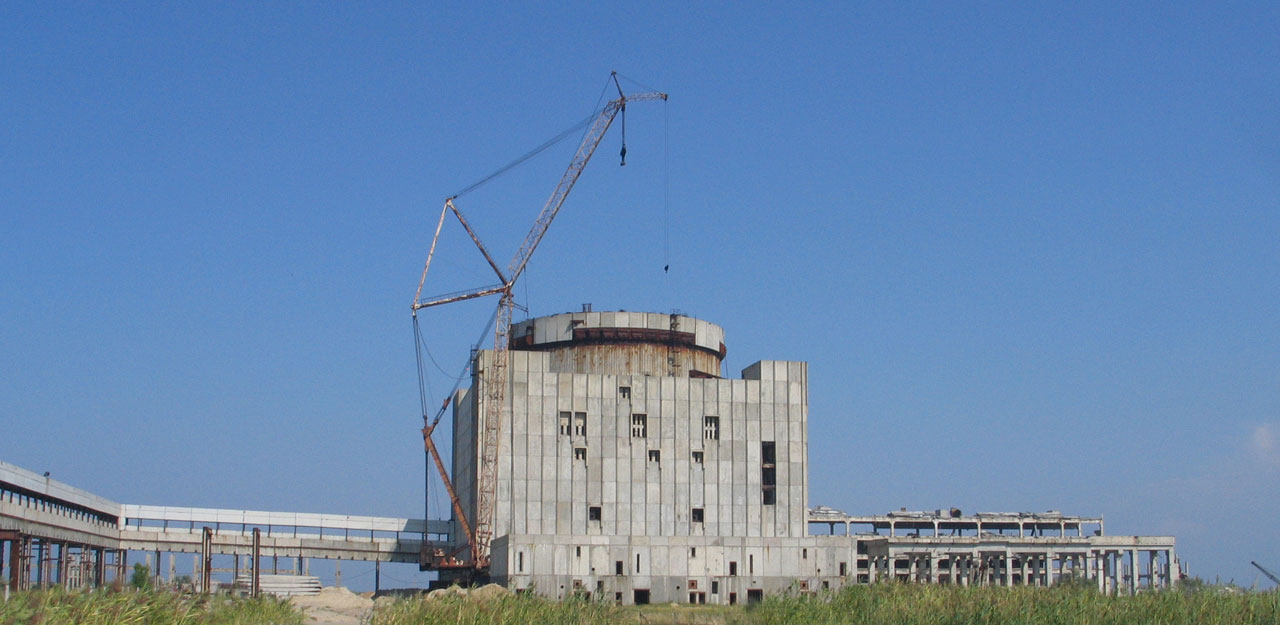
Centrale nucléaire de Crimée, dont la construction a été interrompue ; premier lieu de rassemblement de KaZantip.
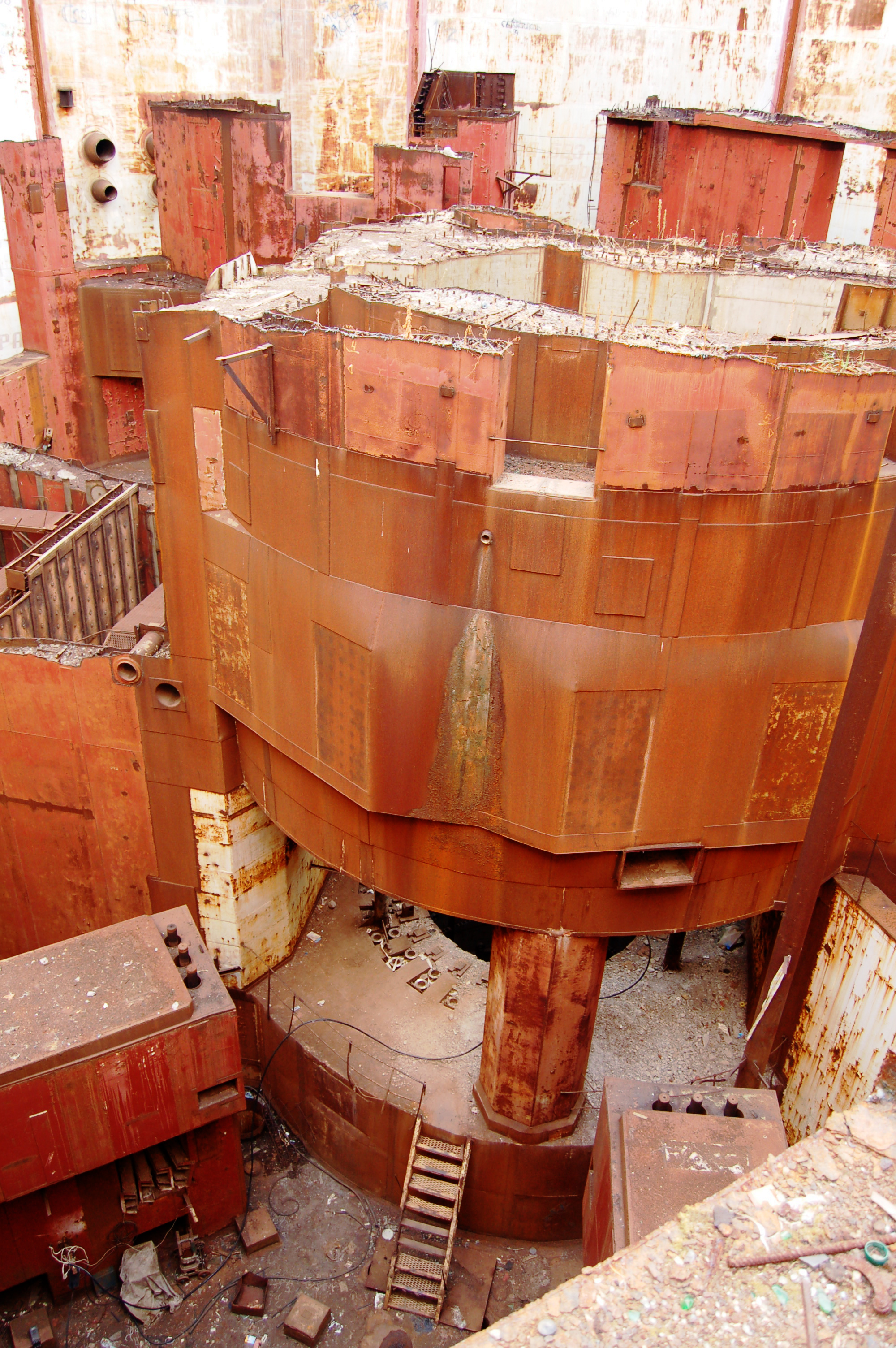
Réacteur inachevé, lieu de la « Nuit du réacteur » organisée par le président de Kazantip en 1997 pour environ 5 000 personnes, qui a lancé la tradition des « nuits atomiques »[1].
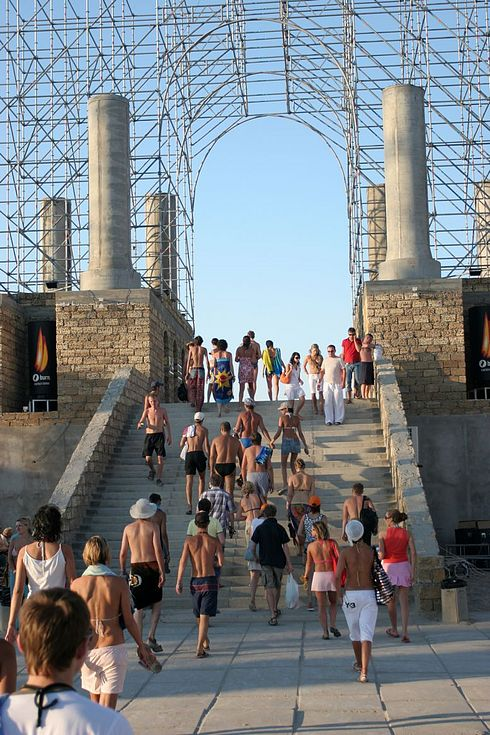
Porte d'entrée de la république.
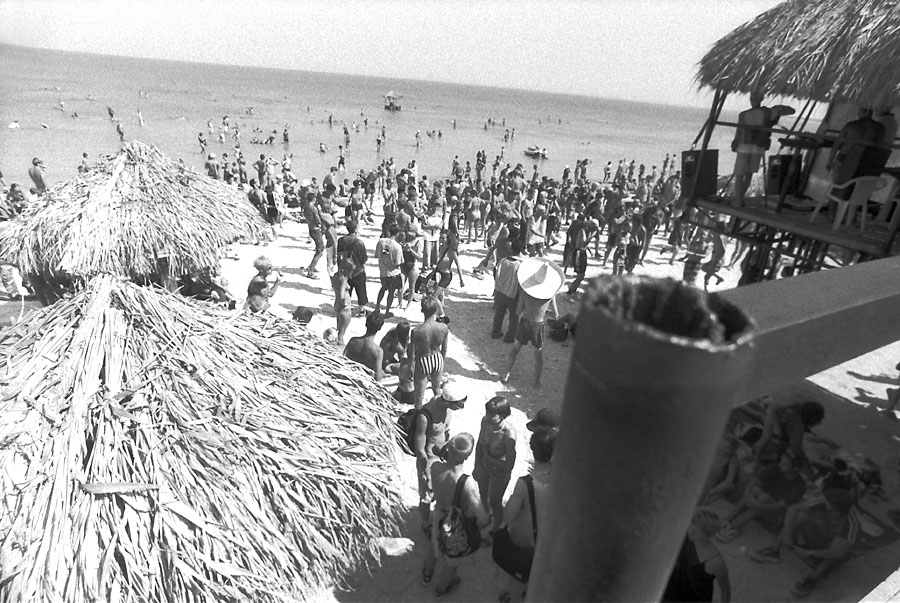
KaZantip en 1999.